# JBuilder
JBuilder è un IDE per lo sviluppo in Java prodotto originariamente da Borland poi da CodeGear e ora dopo l'acquisizione è passato nelle mani di Embarcadero Technologies, disponibile per i sistemi operativi Windows, Linux e Solaris. Fu introdotto sul mercato nel 1997, e da allora ha ricevuto numerosi premi internazionali come IDE più avanzato per lo sviluppo in Java. Dal progetto JBuilder sono anche derivati altri strumenti di successo, come JDeveloper di Oracle Corporation (basato su JBuilder) e Together (inizialmente concepito come plug-in di JBuilder e poi evoluto a prodotto indipendente).
Le ultime versioni di JBuilder sono basate sulla piattaforma open source Eclipse.